# مشطية الوصاد
مشطية الوصاد (الاسم العلمي:Ctenopoma) هي جنس من الأسماك يتبع الفصيلة الأناباسية من رتبة أناباسيات الشكل.

## أنواع مشطية الوصاد
- مشطية الوصاد متعددة الأشواك
- مشطية الوصاد حادة المنقار
- مشطية الوصاد أشبي سميثية
- مشطية الوصاد الغاروانية
- مشطية الوصاد المبقعة
- مشطية الوصاد المورية
- مشطية الوصاد صغيرة العيون
- مشطية الوصاد المرقشة
- مشطية الوصاد البليغرينية
- مشطية الوصاد البثريسية
- مشطية الوصاد الريغنباشية
- مشطية الوصاد التوغونية
- مشطية الوصاد السديمية
- مشطية الوصاد منقطة الذيل
- مشطية الوصاد سوداء السمل
- مشطية الوصاد الهووية
- مشطية الوصاد الغابونية